# Àrd Bheinn
Pour les articles homonymes, voir Bheinn.
Àrd Bheinn (littéralement « haute montagne ») est une montagne culminant à 512 mètres d'altitude dans le centre de l'île d'Arran, à l'ouest de l'Écosse.